# Downtown (Saint-Louis)
Pour les articles homonymes, voir Downtown.
Downtown Saint-Louis désigne le centre-ville de Saint-Louis dans l'État du Missouri aux États-Unis.
Le centre-ville est délimitée par Cole Street au nord, le fleuve Mississippi à l'est, Chouteau Avenue au sud et le Tucker Boulevard à l'ouest.
Il comprend le quartier d'affaires de la ville et le Jefferson National Expansion Memorial avec la Gateway Arch.